# گوردون ویلیس
گوردون ویلیس (انگلیسی: Gordon Willis؛ ‏۲۸ مه ۱۹۳۱–۱۸ مه ۲۰۱۴) فیلمبردار بانفوذ آمریکایی، که کار او در سری فیلم‌های پدرخوانده و دو فیلم آنی هال و منهتن، ظاهر سینمای دهه ۱۹۷۰ را تعریف کرد.

## زندگی‌نامه
گوردون ویلیس ۲۸ مه ۱۹۳۱ در محله کویینز شهر نیویورک به دنیا آمد. پدرش چهره‌پرداز بود و برای استودیو برادران وارنر کار می‌کرد. ویلیس ابتدا به نورپردازی و طراحی صحنه علاقه داشت، اما بعد به فیلمبرداری روی آورد. او هنگام خدمت در نیروی هوایی ارتش آمریکا در دوران جنگ کره در یک واحد سینمایی کار می‌کرد و بعد در حوزه فیلم‌های تبلیغاتی و مستند مشغول کار شد.

## دوران حرفه‌ای
اولین فیلم بلند داستانی که ویلیس در مقام فیلمبردار فعالیت داشت. آخر جاده محصول ۱۹۷۰ ساخته آرام آواکیان بود. پس از این فیلم با کارگردانانی چون اروین کرشنر، هال اشبی و آلن جی. پاکولا همکاری کرد. تا اینکه نقطه تحول زندگی وی با فیلم پدرخوانده اثر سترگ فرانسیس فورد کاپولا کبیر رقم خورد.
ورایتی سال ۱۹۹۷ با اشاره به کار ویلیس در فیلم پدرخوانده نوشت: یکی از شگفتی‌های بسیار «پدرخوانده»، فیلمبرداری گوردون ویلیس است. بازی سنگین ویلیس با نور و سایه نبوغ او را تأیید کرد و جلوه بیشتری به هوش خلاقانه فرانسیس فورد کوپولا بخشید.
پس از این فیلم، او مدیر فیلمبرداری تعدادی از تأثیرگذارترین فیلم‌های دهه ۱۹۷۰ از جمله پدرخوانده قسمت ۲، همه مردان رئیس‌جمهور و اختلاف دید بود.
ویلیس در کنار این فیلم‌ها، فیلمبردار تعدادی از فیلم‌های وودی آلن از جمله آنی هال، منهتن، صحنه‌های داخلی، خاطران استارداست، دنی رز برادوی و زلیگ را نیز بر عهده داشت. که برای فیلم زلیگ نامزد اسکار بهترین فیلمبرداری شد.
تصاویر سیاه و سفید ویلیس برای منهتن باعث شد این فیلم به لحاظ تصویری یکی از چشمگیرترین فیلم‌های تاریخ سینما شود.
راجر ایبرت منتقد سینما دربارهٔ منهتن نوشت: «همه این لوکیشن‌ها و آهنگ‌ها بدون فیلمبرداری سیاه و سفید و وایداسکرین گوردون ویلیس، تا این حد تأثیرگذار نمی‌شد. فیلمبرداری این فیلم یکی از بهترین فیلمبرداری‌های تاریخ سینماست. بعضی صحنه‌ها فقط به خاطر نورپردازی ویلیس معروف هستند.»
او برای فیلم پدرخوانده قسمت ۳ هم نامزد اسکار شد. ویلیس در سال ۲۰۰۹ در اولین مراسم سالانه جوایز هیئت رئیسه آکادمی علوم و هنرهای سینمایی یک اسکار افتخاری دریافت کرد.
کنراد هال فیلمبردار بزرگ آمریکایی به ویلیس برای استفاده هنرمندانه از سایه‌ها و نورهای مینیمالیستی لقب شاهزاده تاریکی داده بود.

## مرگ
ویلیس در ۱۸ می ۲۰۱۴ در سن ۸۲ سالگی بر اثر سرطان درگذشت.

## گزیدهٔ فیلم‌شناسی
- همه مردان رئیس‌جمهور
- رز ارغوانی قاهره
- زلیگ
- منهتن
- پدرخوانده
- پدرخوانده: قسمت دوم
- پدرخوانده: قسمت سوم
- داخلی
- کلوت
- نمای پارالاکس